# Trekroner Langdysse

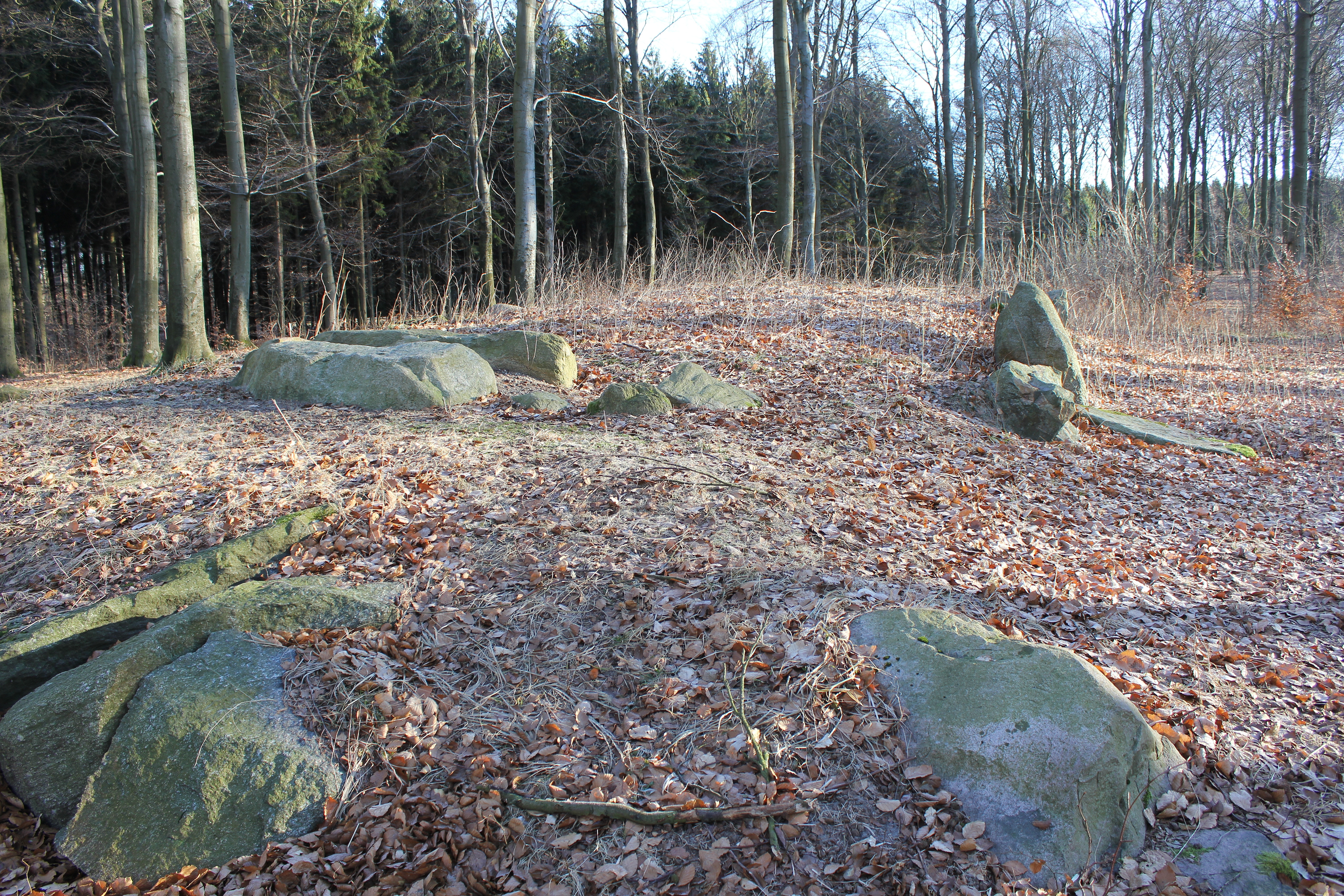
Trekroner Langdysse

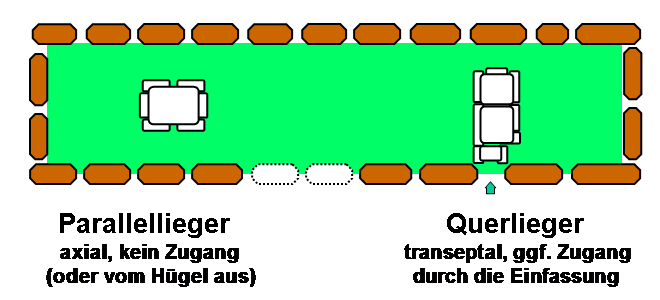
Parallel- und Querlieger

Der Trekroner Langdysse liegt nahe dem Waldrand des Store Haresskov, in Hareskovby in der Furesø Kommune auf der dänischen Insel Seeland. Die Anlage entstand zwischen 3500 und 2800 v. Chr. als Megalithanlage der Trichterbecherkultur (TBK).

## Beschreibung
Der etwa 21,0 × 9,0 m große Langdysse hat eine Höhe von etwa 1,0 Meter und zwei Kammern. Am westlichen Ende liegt eine rechteckige Kammer mit einem kurzen Gang im Süden als Querlieger im Hünenbett. Der erhaltene Teil der Kammer besteht aus den zwei großen Seitensteinen und einem Endstein eines Dolmens und misst etwa 2,5 × 1,75 Meter. Die Innenhöhe beträgt 1,2 Meter. Die andere Kammer misst etwa 1,5 × 1,5 Meter und wird durch zwei Seitensteine im Westen, einen Seitenstein im Osten und einen Endstein im Süden begrenzt. Von den Randsteinen des Hügels sind insgesamt 15 Steine erhalten, die sich als Reste an allen vier Seiten befinden. Der größte Teil ist jedoch ausgegangen.
In einer Kammer wurden erhaltene aber unvollständige Knochen von fünf Erwachsenen und fünf Kindern gefunden, die auf 3280 v. Chr. datiert wurden.